# Сидальцея мальвоцветковая
Сида́льцея мальвоцветко́вая (лат. Sidalcea malviflora) — многолетнее травянистое растение из семейства Мальвовые.

## Синонимы
По данным Missouri Botanical Garden:
- Malva paxtonii G.Don f. in Loud
- Nuttallia malviflora (DC.) Fisch. & Trautv.
- Sida delphinifolia Nutt. ex Torr. & A. Gray
- Sida malviflora DC. basionym
- Sidalcea delphinifolia (Nutt. ex Torr. & A. Gray) Greene
- Sidalcea humilis A. Gray
- Sidalcea rostrata Eastw.
- Sidalcea scabra Greene

## Распространение
Западное побережье США.

## Описание
Стебель — прямостоячий, слегка разветвлённый.
Листья — округлые.
Цветоносы до 90 см высотой.
Цветки диаметром 6-8 см с шелковистыми лепестками от розовых до красных оттенков.

## В культуре
Цветёт во второй половине лета. К почвам не требовательна. Место — солнечное, хорошо увлажнённое. Размножают весной семенами или делением куста. Сидальцея используется на втором плане в миксбордерах, в центре клумб, около строений.
Семена некоторых сортов прорастают очень неравномерно в течение длительного периода времени, как правило 4—8 недель.
Переносит понижения температуры до −28.8 °C.

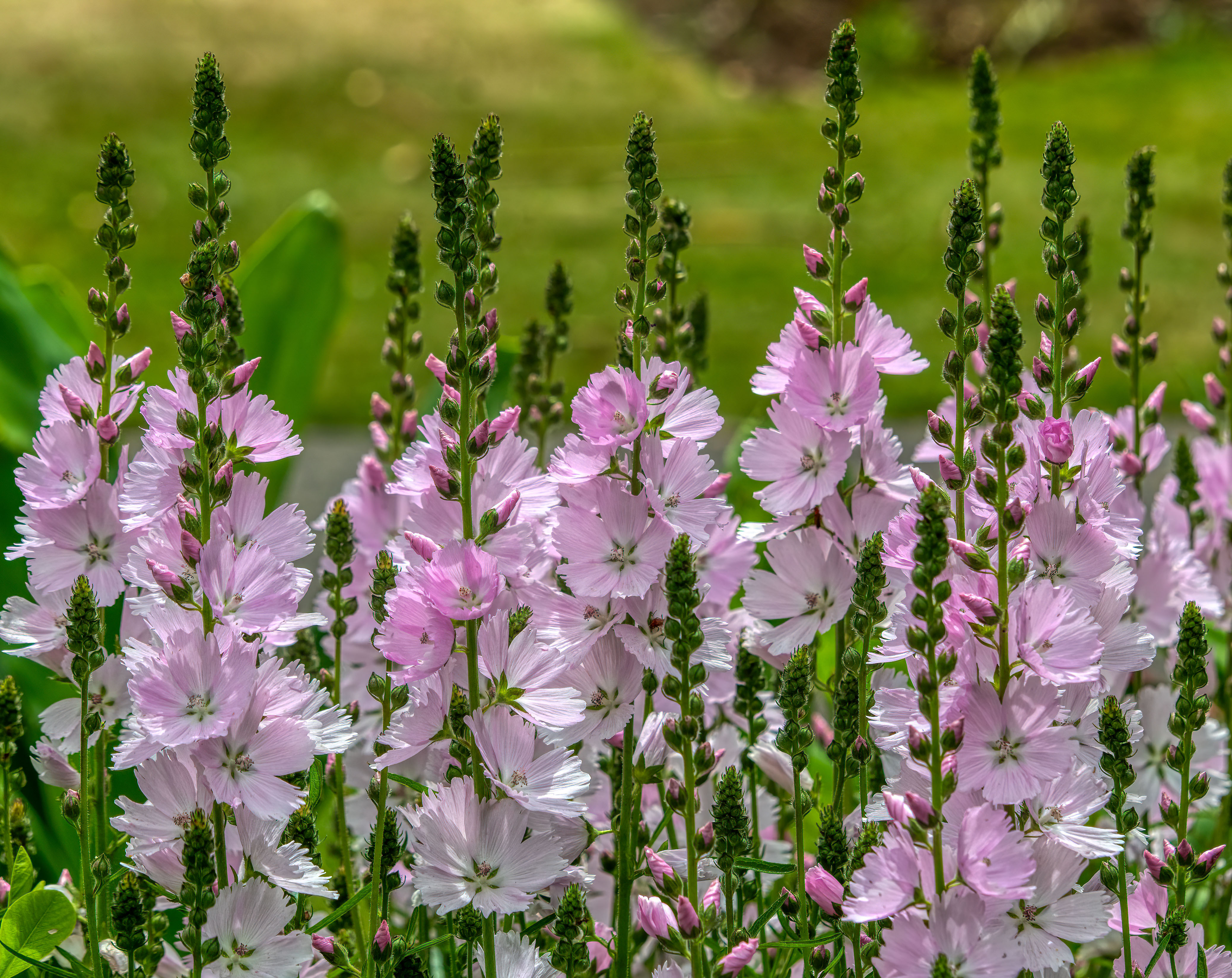
Sidalcea malviflora «Elsie Heugh»

Распространённые в культуре сорта, созданные с участием Sidalcea malviflora:
- 'Loveliness' — до 75-80 см высотой, цветки нежно-розовые
- 'Croffway Red' — до 90-95 см высотой, цветки темно-красные
- 'Rose Queen' — до 1,2-1,3 м высотой, цветки розовые
- 'Elsie Heugh' — до 90-95 см высотой, цветки ярко-розовые
- 'William Smith' — до 90 см высотой, цветки лососевые[5].
- 'Party Girl' (syn. 'Checkerbloom', 'Checker Mallow', 'False Mallow', 'Dwarf Hollyhock') — до 1 м высотой, цветки розовые[6]
- 'Purpetta' (Garden Origin). Id-Code: SA 435. Сорт введён в культуру в 1991 году; высота до 110 см; цветёт с июня по сентябрь; цветки пурпурно-красные[3].